# Dynamische Urteilsbildung
Die Dynamische Urteilsbildung (DU) ist ein Modell aus der Organisationsberatung. Es ist ein Verfahren, das sich anbietet, um Entscheidungsprozesse in Gruppen, Teams, aber auch als Individuum zu strukturieren und zu begleiten.

## Entstehungsgeschichte und Hintergrund
Das Modell wurde vom holländischen Soziologen und Unternehmensberater Lex Bos entwickelt. Er beschäftigte sich 1974 in seiner Dissertation mit Entscheidungsprozessen in Gruppen. Seine Beobachtungen in verschiedenen Feldversuchen führten ihn zur Formulierung des Modelles. Das Ziel war es, einen Prozess vorzuschlagen, um zu nachhaltigen und transparenten Urteilen und Entscheidungen zu gelangen. Dabei spielt die Dynamik eine wichtige Rolle und der offene, respektvolle und sachbezogene Umgang der Beteiligten untereinander. Lex Bos war der Anthroposophie verbunden und legte seinem Modell die Grundwerte dieser Philosophie  zugrunde. Dies zeigt sich vor allem auch in der Namensgebung dynamisch.

## Darstellung des Modells

### Grafische Umsetzung

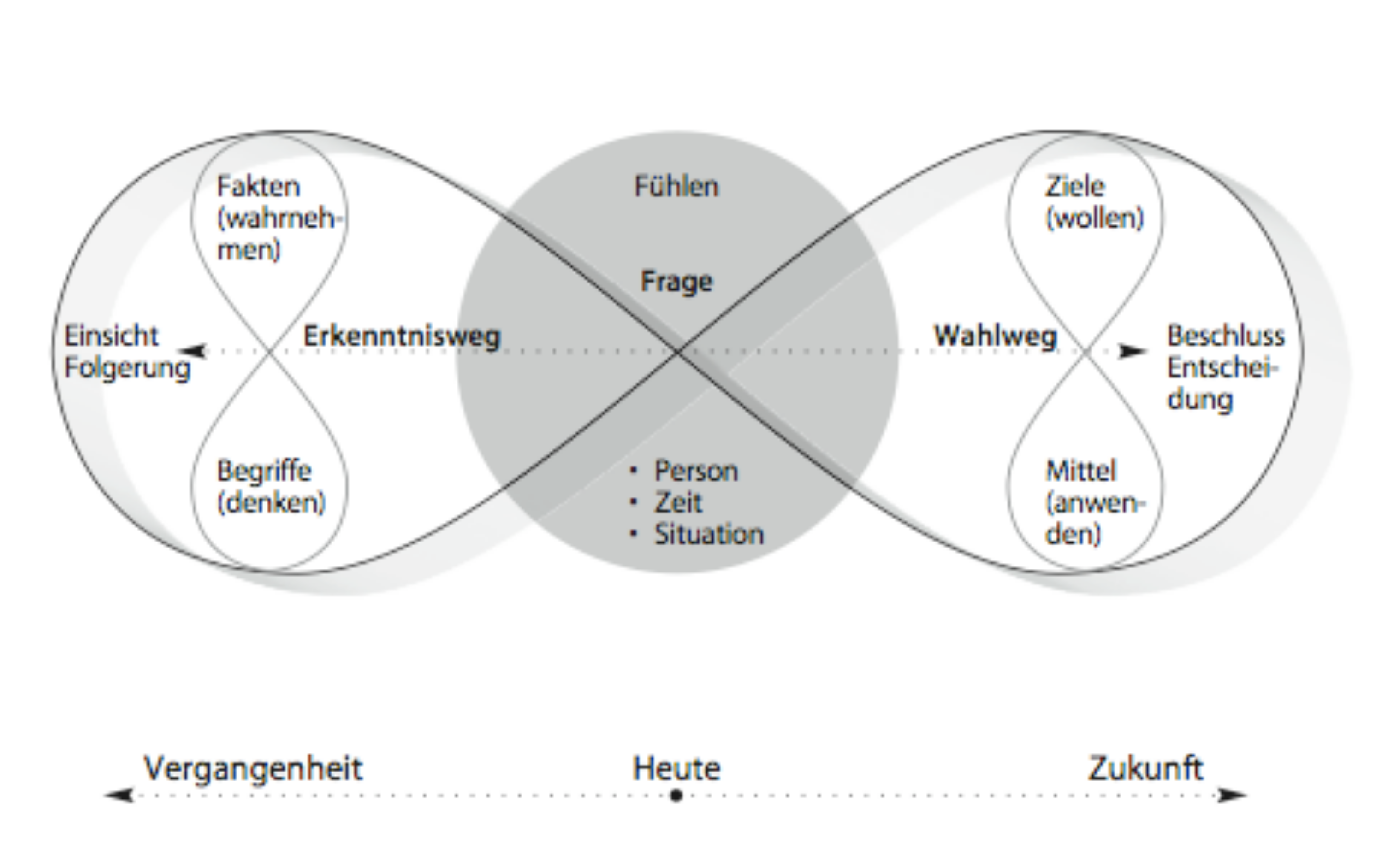
Lemniskate

Um das Modell grafisch darzustellen, hat Lex Bos die Lemniskate verwendet. Die liegende Acht symbolisiert den angeblich nie endenden Prozess bei der Urteilsbildung. Die Lemniskate durchläuft ausgehend von der Fragestellung verschiedene Felder (Wahrnehmung/Begriffe/Ziele/Wege) und führt so zu einem ausgewogenen Urteil.

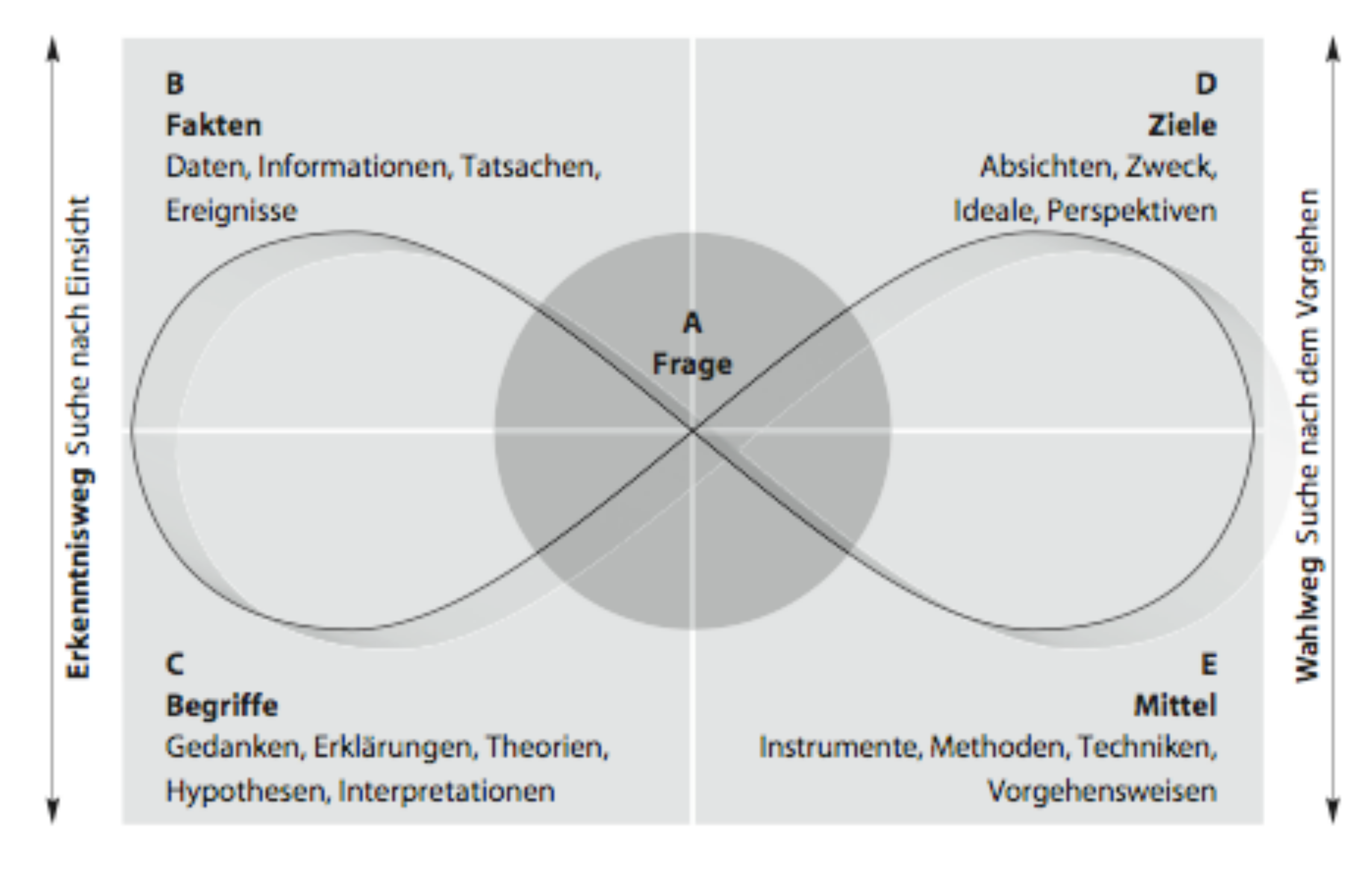
Feldermodell

### Definition
„Das Modell der Dynamischen Urteilsbildung zeigt, wie Denk- und Entscheidungsfindungsprozesse bei einem Individuum oder einer Gruppe von Menschen erfasst und begleitet werden können. Dieser Vorgang verläuft in dialogischer Weise in verschiedene Richtungen und auf dynamische Art. Er beginnt im Zentrum des Modells (am Kreuzungspunkt der Lemniskate) als dem Ausgangspunkt der Bewegung, der Energie und Gefühl in Form einer Frage beinhaltet, die den Prozess in Gang hält. Das Ziel besteht darin, ein Urteil über eine Situation bilden zu können und eine adäquate Reaktion darauf zu entwickeln. Der Dialog findet zwischen den verschiedenen Seiten statt, auf den so genannten Wegen (Erkenntnisweg und Wahlweg) und innerhalb der Wege in den Feldern (Wahrnehmung und Begriffe, Ziele und Wege). Das Ergebnis ist eine konsensfähige Einschätzung der Situation mit nachhaltiger Wirkung und handlungsorientierter Ausrichtung. Die Dynamische Urteilsbildung kann sowohl als Modell für ein reflektiertes Selbstmanagement oder für eine klientenzentrierte Beratung auf der individuellen Ebene dienen, wie auch als allgemeines Handlungsmodell auf der System- und Organisationsebene.“ (Susanne Bächtold)

## Anwendungsbereiche
Die Dynamische Urteilsbildung als Prozessmodell wird vorwiegend in der Organisationsberatung, Supervision und Mediation angewendet. Durch die einfache Strukturierung des Modells in die klar abgegrenzten Felder können die Wahrnehmungen als Fakten, die Begriffe als Interpretationen für die Analyse auf dem Erkenntnisweg gesammelt und gewichtet werden sowie für die Handlungsebene die Ziele deklariert und die Wege dahin, d. h. die Mittel, diskutiert werden. Es bietet damit auch die Möglichkeit, Konflikte zu bearbeiten und aufzulösen.
Die Haltung, die ein Supervisor nach dem Modell einnimmt, erinnert die Sozialpädagogin und Supervisorin Carla van Kaldenkerken an die Dialogmethode und die gewaltfreie Kommunikation. Die Methode sei sehr komplex und könne in der Supervision nur mit Erfahrung angewendet werden.

## Weblink
- Gabriele Zimmermann auf wialog